# Lecythis

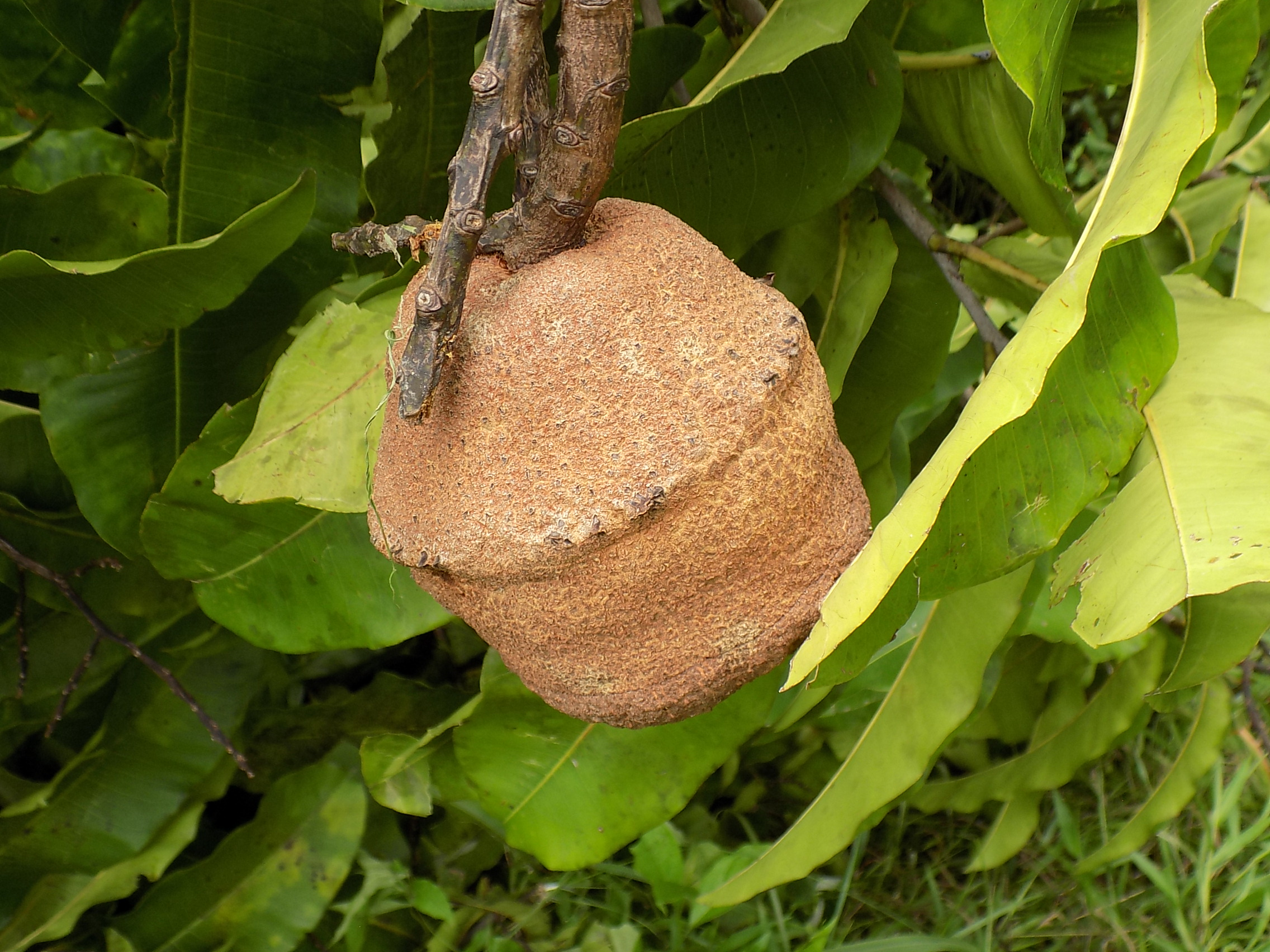
Fruto

Lecythis es un género de plantas de flores perteneciente a la familia Lecythidaceae. Son árboles gigantes que crecen en las selvas cálidas húmedas de la Costa Pacífica, parte de la costa Atlántica, Magdalena medio y cuenca Amazónica. Su fruto es un pixidio que es utilizado mayormente de manera ornamental y para la fabricación de utensilios. Al madurar, el fruto pierde su tapa. El fruto recibe el nombre de «coco de mono», «olla del mono» u «olleto». También se lo denomina «jícaro», nombre que comparte con el fruto de los árboles Crescentia y Amphitecna.

## Especies
- Lecythis barnebyi
- Lecythis brancoensis
- Lecythis lanceolata
- Lecythis lurida
- Lecythis minor
- Lecythis ollaria
- Lecythis parvifructa
- Lecythis pisonis Cambess.
- Lecythis prancei
- Lecythis retusa
- Lecythis schomburgkii
- Lecythis schwackei
- Lecythis serrata
- Lecythis tuyrana
- Lecythis usitata
- Lecythis zabucajo Aubl. - zabucajo de la Guayana[4]

## Usos
El género de Lecythis produce grandes frutos con apariencia de ollas. Los pueblos indígenas los utilizaban para guardar la sal, costumbre que fue adoptada luego por los colonos. En el departamento de Córdoba, en Colombia, los indígenas Emberá los utilizaban para guardar el veneno de los dardos de la cerbatana. En la actualidad, las «ollitas» (el fruto) son altamente valoradas como artesanías.
El escritor colombiano Tomás Carrasquilla en su obra La marquesa de Yolombó llama al fruto «coco de mono»:

Voy colando a'reglale “la fleta de las cuatro virtudes” que me enseño mi madrecita, la difunta María de la O., es como con la mano. Casualmente que ai manijo, en un coco de mono los ingredientes principales, los demás ai los cojo.
Tomás Carrasquilla

Especies como L. Tuyrana y L. minor se encuentran en Córdoba y en Urabá. 
Al menos varias especies del género se aprovechan además por sus «castañas» comestibles y como árbol ornamental. La Lecythis zabucajo es la «sapucaia» brasileña, considerada un fruto muy deseable por su gran sabor.